# 贵州省历史文化街区
贵州省历史文化街区由贵州省政府公布，现有20处。
- 遵义市老城历史文化街区（2019年）[1][2]
- 遵义市高桥历史文化街区（2019年）
- 铜仁市思南县安化历史文化街区（2019年）
- 铜仁市思南县小桥沟历史文化街区（2019年）
- 铜仁市思南县李家寨历史文化街区（2019年）
- 铜仁市石阡县温泉历史文化街区（2019年）
- 铜仁市石阡县万寿历史文化街区（2019年）
- 安顺市安顺古城（2020年7月3日）[3]
- 安顺市普定十字街（2020年7月3日）
- 安顺市镇宁老粮仓（2020年7月3日）
- 安顺市关岭老县委（2020年7月3日）
- 毕节市大方县奢香路（2020年9月8日）[4]
- 毕节市织金县新华路（2020年9月8日）
- 黔东南自治州镇远县府城（2020年9月8日）
- 黔东南自治州镇远县卫城（2020年9月8日）
- 黔南自治州福泉市县府路街区（2020年9月8日）
- 黔东南自治州黎平县翘街街区（2020年12月）[5]
- 黔西南自治州安龙县府试院街区（2020年12月）